# Шейла Брофловські
Шейла Брофловські (англ. Sheila Broflovski) — персонаж мультиплікаційного серіалу «Південний парк», мати одного з головних героїв серіалу — Кайла Брофловськи і прийомна мати канадського малюка Айка, дружина Джеральда Брофловські.

## Опис персонажа
Народилася і виросла в Нью-Джерсі (епізод 1409). Шейла — голова шкільного батьківського комітету. Стурбована проблемами виховання дітей, причому не стільки сімейним аспектом, як впливом школи і телебачення. Методи Шейли зазвичай вельми екстремальні: вона то влаштовує мітинги і марші, в тому числі змушуючи людей робити показові самогубства проти телебачення (епізод «Смерть»), в спробах захистити дітей від туалетного гумору Терренса і Філліпа організовує партію «Матері Проти Канади» (англ. Mothers Against Canada) і розв'язує криваву американо-канадську війну (фільм «Саут-Парк: великий, довгий і необрізаний»). У спробах довести дітям, що в хворобі їх шкільної медсестри — «міслексія зрощених близнюків» — немає нічого смішного, Шейла організовує в Південному парку Тиждень зрощених близнюків, що спричиняє купу негативних емоцій самій медсестрі (епізод «Жінка з прирослим ембріоном»).
Шейла домогосподарка і не працює. Єдиний виняток — період американо-канадської війни, коли вона стає міністром нападу при уряді Білла Клінтона.
Шейла Брофловськи — повна і не дуже приваблива жінка, затята фанатка Барбари Стрейзанд (епізод 112 — «Мехастрейзанд»). Її характерний вигук «What? What? What?» (укр. «Що? Що? Що?») У відповідь на щось несподіване; нагадує куряче кудкудакання.

## Стосунки в сім'ї

### Джеральд
У родині Шейла займає домінуюче становище. Вона в хороших подружніх стосунках зі своїм чоловіком (Джеральдом) і навіть порівняно спокійно сприймає його дикі ідеї — стати схожим на дельфіна (епізод 901) або виїхати з міста (епізод 1002). При цьому, коли Шеф продавав себе всім жінкам міста за гроші (епізод 214), Шейла погодилася переспати з ним за згодою Джеральда і потім ділилася з чоловіком враженнями. Однак, в цілому, мир і спокій між подружжям Брофловські — зовсім не результат взаєморозуміння і любові. Здебільшого, порядок і відсутність сварок є заслугою Джеральда, людини спокійної і врівноваженої. Протягом усього серіалу Шейла серйозно свариться зі своїм чоловіком в епізоді «Переконливі буфери» коли її чоловік починає «чізити», чим не займався вже багато років.

### Кайл
Шейла добре ставиться до свого сина — Кайла, хоча і віддає перевагу названому канадцеві Айку. У серіалі вона неодноразово називає Кайла «Бубочкою» і намагається вберегти його від усіх можливих і неможливих небезпек. Однак, іноді вона усвідомлено пригнічує сина, позбавляючи його свободи вибору. Так, наприклад в епізоді «Історія про мерзене приставання» Шейла не хоче відпускати Кайла на концерт «Ревучих Кицьок» і дає Кайлу завдання — побудувати демократію на Кубі — пообіцявши, що відпустить сина з друзями, якщо він зможе з цим впоратися. Але, коли Кайлу вдається це зробити, Шейла все одно не відпускає його. Коли в сім'ю Брофловськи приїжджає двоюрідний брат Кайла — Кайл Шварц, Шейла демонстративно називає сина «Кайл два» і анітрохи не звертає уваги на його проблеми і неприємності, аж поки гість не поїхав. Також відомо, що Шейла в захваті від зовнішності свого сина і називає його в епізоді «Список» «хлопчиком, красивим і прекрасним з усякого погляду».

### Айк
Попри те, що насправді хлопчик — некошерний канадець, Айк — улюблений член сім'ї. Очевидно, що Шейла ставиться до нього з більшою ніжністю і любов'ю ніж до Кайла. Здебільшого, коли Айк потрапляє в неприємності, вона докладає всіх можливих зусиль, щоб врятувати свого названого сина. Однак, в серіалі можна помітити непослідовну поведінку Шейли в ставленні до Айка. Наприклад, у серії «Про минулу ніч», коли Айк робить спробу самогубства через те, що його кандидат програв президентські вибори, Кайлу і Стену доводиться самотужки везти його в лікарню, бо Шейла (втім, як і всіх інших американців) охопив «поствиборчий ажіотаж». Також, починаючи американо-канадську війну, Шейла анітрохи не дбає про Айка, який змушений був ховатися весь цей час на горищі.
Коли Кайл грає з Айком у «пнем малюка» і він відлітає в вікно, Шейла лає Айка і називає його «Поганим хлопцем» за те що він розбиває вікно.
Крім того, знакове таке: коли Шейла вирішила, що її названий син помер, вона організувала католицький похорон, попри те, що завжди була противницею християнства (епізод 204).

## Суспільне і політичне життя
Шейла — один з найбільш політично активних жителів містечка. Багато разів в серіалі вона фігурує, як лідер майже всіх рухів, мітингів і протестів. Наприклад, в епізоді «Смерть» вона організовує акцію протесту проти телевізійної компанії, яка транслює шоу Теренса і Філіпа. А в повнометражному фільмі «великий, довгий і необрізаний» стає главою антиканадского руху. Шейла — досить запальна і егоїстична особистість, вона завжди впевнена у власній правоті і справедливості власних дій. Періодично її одержимість встановленням політичної або суспільної справедливості змушує поводитись непослідовно. У серії «Жінка з прирослим ембріоном» вона, бажаючи показати, що в людській потворності немає нічого смішного, влаштовує парад на честь шкільної медсестри, потворність якої — міслексія зрощених близнюків.
В епізоді «Містер Хенкі, різдвяна какашка» видно радикальне ставлення Шейли до святкування Різдва, а також до християнства взагалі. Під час репетиції шкільного спектаклю вона зажадала від містера Гарісона, щоб він виключив з декорацій постановки все, що може образити юдеїв. Наслідками її дій стало те, що багато жителів так само вирішили наслідувати її приклад і забрали все, що могло б хоч кого-небудь образити.
Суспільній активності Шейли присвячена пісня Картмана «Мамка Кайла — сука».
Попри численні випадки діяльності і впливу Шейли на життя Південного Парку, її політичні погляди залишаються неясними, бо вона їх постійно змінює, як і напрямки своєї діяльності, так і методи здійснення бажаного.